# Nationalisme romantique
 (mai 2010).
Si vous disposez d'ouvrages ou d'articles de référence ou si vous connaissez des sites web de qualité traitant du thème abordé ici, merci de compléter l'article en donnant les références utiles à sa vérifiabilité et en les liant à la section « Notes et références ».
 (juillet 2010).
Le contenu est difficilement compréhensible vu les erreurs de traduction, qui sont peut-être dues à l'utilisation d'un logiciel de traduction automatique.

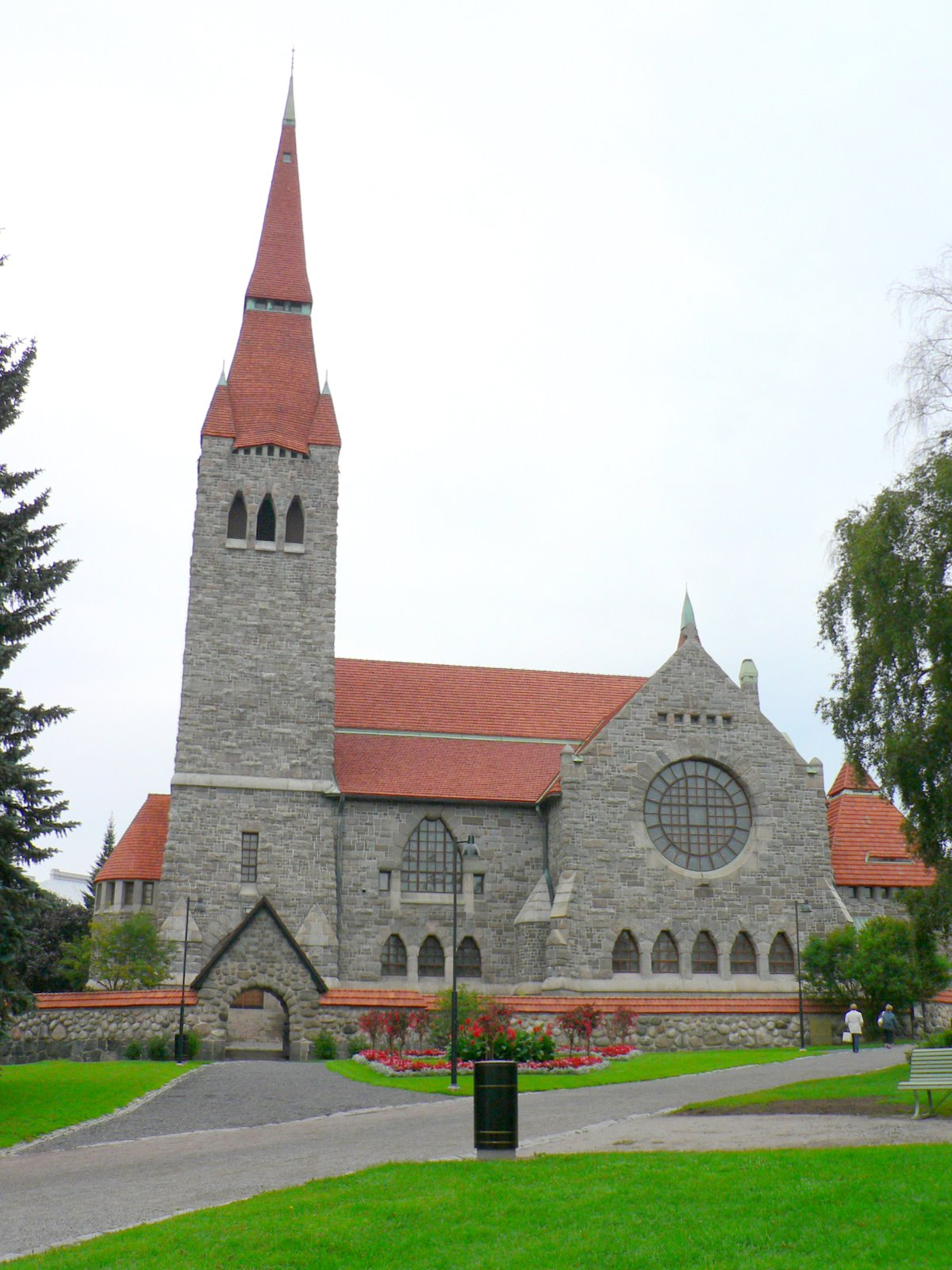
La cathédrale de Tampere, qui représente le style nationalisme romantique.

Le nationalisme romantique (ou romantisme national, nationalisme organique, ou encore nationalisme identitaire) est un mouvement idéologique et culturel ayant parcouru l'Europe de la fin du XVIIIe siècle au début du XXe siècle. Le nationalisme romantique est pour une large part l'ancêtre du nationalisme contemporain, en particulier en considérant que la légitimité politique de l'État est une conséquence organique de l'unité de ceux qu'il gouverne. Cette unité est supposée reposer sur la langue, l'ethnie, la culture, la religion et les coutumes nationales qui forment un socle culturel commun. Cette forme de nationalisme crût en réaction aux grands empires gouvernés par des monarques de droit divin dont les pouvoirs s'étendaient sur des vastes étendues culturellement hétérogènes (Autriche-Hongrie ou Russie par exemple).
Un des aspects principaux du nationalisme romantique — et un de ses legs les plus durables — a été son impact sur la production artistique, littéraire et philosophique, dans le prolongement des idées des Lumières. Dans le domaine littéraire, le développement des langues nationales a un été un élément central, de même que la valorisation et la défenses des folklores, à travers les valeurs spirituelles, les coutumes et les traditions locales. Aujourd'hui encore, des œuvres picturales et littéraires directement issues du nationalisme romantique sont des œuvres phares dans leurs pays : les peintures d'Akseli Gallen-Kallela en Finlande ou les écrits d'Adam Mickiewicz en Pologne en sont des exemples.
Ce mouvement a accompagné la transformation de la carte de l'Europe, voire y a contribué, en favorisant l'auto-détermination des nations contre les pouvoirs hégémoniques. De nombreuses nations actuelles trouvent en effet les origines idéologiques de leur autonomie dans le nationalismes romantique du XIXe siècle, telle que par exemple la Finlande, les pays baltes ou la République tchèque. Cette liste ne saurait être exhaustive tant le nationalisme romantique a pu avoir un impact étendu. Les révolutions de 1848 notamment, connues sous le nom de "Printemps des peuples" y sont intimement liées.

## Quelques repères historiques

### La culture populaire à l'honneur
En dehors de la philosophie des lumières, le XVIIIe siècle européen voit éclore une littérature qui se veut basée sur des textes populaires, tutoyant la littérature classique et haussant les peuples au rang d'héritiers de dignes traditions culturelles, ce qui s'avérera comme un pas vers une légitimité d'existence politique.
En 1763, la publication par James Macpherson des œuvres du barde écossais Ossian suscite un grand enthousiasme : cette poésie galloise, supposée ancestrale, sera brandie comme une œuvre équivalente à celles d'Homère ou Virgile, et autres grands classiques de la littérature antique. Bien qu'en 1817 une commission d'experts universitaires conclut que ce texte n'a rien d'authentique, ce texte est parfois toujours considéré comme prouvant la grandeur des traditions populaires galloises. Il est alors présenté en opposition à la culture antique, panache des cours royales d'Europe, souvent inspirées par la cour de France. Ce texte n'est que la première invention de poésies traditionnelles : beaucoup d'autres suivent en Europe centrale, chez les peuples de langues germanes, slaves, etc., tous accueillis dans l'enthousiasme (littéraire et européen) général, et dans le même esprit d'opposition au classicisme, opposition parfois comprise comme un symbole d'une opposition entre le peuple et la noblesse, la royauté. Ces textes sont, pour beaucoup, dévoilés par la suite comme étant des faux ou des textes épars, parfois inspirés de chants glanés dans les campagnes, utilisés et modifiés pour écrire une trame complète ; mais cela sans entamer l'élan créé : ces supposés passés populaires glorieux et enfin reconnus contribuent à légitimer l'existence de peuples, et l'occasion est alors saisie pour fixer les langues vernaculaires, voire en unifier certaines sous prétexte de retrouver la langue originelle commune,.
Dans toute l'Europe littéraire voient le jour des théories sur les peuples et de leur continuité dans le temps. Un des plus notables théoriciens étant Johann Gottfried Herder, synthétisant les idées neuves de son époque telles que : la lutte contre le monolithisme culturel et le despotisme politique, les aspirations au bonheur et à la liberté, le rejet des séparations entre les ordres sociaux, l'élan vers le progrès et la redécouverte de la nature et des traditions. Les frères Grimm se sont inspirés des écrits de Herder pour créer un recueil idéalisé de contes qu'ils ont présentés comme « authentiquement allemands ». Le concept d'un patrimoine culturel hérité d'une origine commune est rapidement devenu central dans une question divisant le courant de pensée du nationalisme romantique : les membres d'une nation sont-ils unis par une origine génétique, c'est-à-dire une « race », communes (d'où le concept de droit du sang), ou par le simple fait de prendre part à la nature organique de la « culture nationale » (position de rattachant à l'idée de droit du sol) ? Cette question se place au cœur de divergences qui font rage jusqu'à aujourd'hui.
Le nationalisme romantique forme un élément essentiel de la philosophie de Hegel, qui soutenait qu'il existe un « esprit du temps » (Zeitgeist) qui habitait un peuple particulier à un moment particulier, et que quand ce peuple devenait un acteur de l'Histoire, c'était simplement parce que son moment culturel et politique était advenu. Hegel, un luthérien, affirmait que la part prise par les peuples germanophones dans le mouvement de la Réforme indiquait que son moment historique avait vu le Zeitgeist s'établir chez ceux-ci.
En Europe continentale, les romantiques ont adhéré à la Révolution française à ses débuts, et se sont retrouvés à combattre la contre-Révolution dans le système d'Empire transnational de Napoléon. Le sens de l'auto-détermination et de la conscience nationale qui avait permis aux forces révolutionnaires de défaire les régimes aristocratiques est devenu un point de ralliement dans la résistance à l'Empire français. En Prusse, le développement d'un renouveau spirituel comme un moyen d'engager une lutte contre Napoléon fut avancé par, entre autres, Johann Gottlieb Fichte, un disciple de Kant. Le mot Volkstum, signifiant culture nationale, fut forgé en Allemagne en écho à cette résistance contre l'hégémonie française.
Fichte exprima l'unité de la langue et de la nation dans sa treizième missive « à la nation allemande » en 1806 :
« Les liens premiers, originels et vrais des États sont sans aucun doute leurs liens internes. Ceux qui parlent le même langage sont liés les uns aux autres par une multitude d'attaches, invisibles par nature-même, bien avant qu'aucun art humain ne naisse ; ils se comprennent et ont le pouvoir de continuer à faire en sorte qu'ils se comprennent encore mieux ; ils s'appartiennent mutuellement et sont par nature un tout uni et indivisible. (Kelly, 1968, pp. 190-191) »
« C'est seulement quand chaque peuple, laissé à lui-même, se développe et se forme lui-même d'un commun accord ses propres qualités particulières, et seulement quand dans chaque peuple chaque individu se développe lui-même en accord avec cette qualité commune qu'avec ses propres qualités, alors, et alors seulement, la manifestation de la divinité apparaît dans son miroir véritable comme il devrait être ; et seul un homme qui, soit est totalement dépourvu de la notion de la primauté du droit et l'ordre divin, soit en est un ennemi obstiné, pourrait prendre sur lui de vouloir interférer avec cette loi, qui est la loi suprême dans le monde spirituel ! (Kelly, 1968, pp. 197-198) »

### Nationalisme et révolution
En Grèce, les vues romantiques d'une connexion avec la Grèce classique ont nourri la guerre d'indépendance grecque au cours de laquelle mourut Lord Byron. En 1829, l'opéra de Rossini Guillaume Tell marque les débuts de l'opéra Romantique, utilisant le mythe nationaliste fondateur de l'unité suisse, tandis qu'à Bruxelles une émeute après la représentation de l'opéra d'Auber la Muette de Portici, racontant une bluette sur fond d'oppression étrangère, a été l'étincelle qui déclencha la révolution belge, la première révolution réussie sur le modèle du nationalisme romantique. Les chœurs dans les opéras de Verdi reflétant l'âme des peuples opprimés ont inspiré deux générations de patriotes en Italie, surtout l'air de Va pensiero dans Nabucco en 1842. Sous l'influence du nationalisme romantique, parmi les forces économiques et politiques, l'Allemagne et l'Italie trouvèrent leur unité politique, et des mouvements pour créer de façon similaire des nations fondées sur le groupe ethnique ont fleuri dans les Balkans (voir par exemple le plébiscite de Carinthie en 1920), sur le pourtour de la mer Baltique, et en Europe centrale où le résultat ultime fut que les Habsbourgs succombèrent au déferlement des nationalismes romantiques. Avant cela, ce fut un fort élément de nationalisme romantique mêlé à du rationalisme des Lumières, dans une rhétorique utilisée dans les colonies anglaises d'Amérique du Nord pour la déclaration d'indépendance et la constitution des États-Unis de 1787, aussi bien que comme rhétorique lors de la vague de révoltes, inspirées par le nouveau sens des identités localisées, qui libéra les colonies de la tutelle espagnole, les unes après les autres, à partir de 1811.

### La culture folklorique et le langage

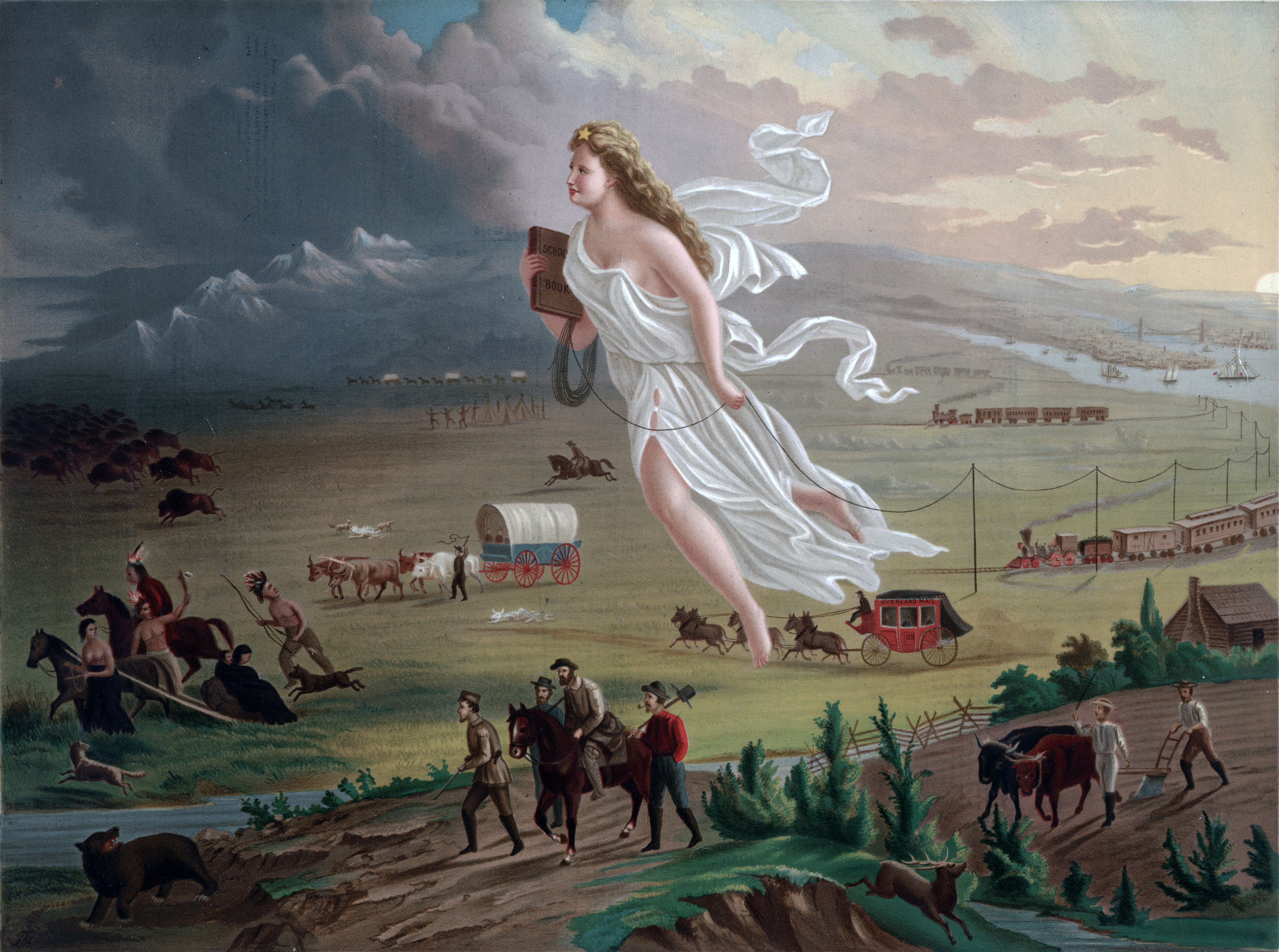
Le progrès américain par John Gast (vers 1872) célèbre le romantisme américain sous la forme de l'expansion vers l'ouest — une idée reconnue comme une destinée manifeste.

Le nationalisme romantique a inspiré les processus où les épopées populaires, les légendes rabâchées et même les contes de fées, publiés dans les dialectes locaux, furent associés avec une syntaxe moderne pour créer une version rénovée d'une langue. Des patriotes purent alors apprendre ces langues et élever leurs enfants dans cette culture, forgeant alors en partie le programme d'établissement d'une identité distincte. Le « landsmål » qui est le fondement du norvégien moderne est la première langue à suivre ce processus, rejointe par la suite par des langues comme le tchèque, le slovaque, le finnois, puis plus tard l'hébreu, langues autour desquelles un nationalisme put se constituer. La Katharevousa fut créée au début du XIXe siècle ; c'est un dialecte grec artificiel utilisant délibérément des termes archaïsants dérivés du grec ancien utilisé comme racine culturelle commune pour unifier la nouvelle nation grecque. La Katharevousa excluait tout vocabulaire non-grec venant de l'italien et du turc ; le nationalisme romantique est par essence exclusif. Au XXe siècle cet aspect aura des conséquences dramatiques.
Les processus linguistiques du nationalisme romantique exigeaient des modèles culturels linguistiques. L'historiographie romantique était centrée sur les biographies et produisait des figures culturelles héroïques. L'italien moderne des patriotes du Risorgimento comme Alessandro Manzoni se basa sur les dialectes toscans sanctifiés par Dante et Pétrarque. En anglais Shakespeare devint une icône sans toutefois que sa langue ne devienne un modèle linguistique moderne : c'était plutôt une personnalité anglaise qui avait constitué un ensemble complet, artistiquement inattaquable, dont l'excellence surpassait tout.
Le nationalisme romantique a inspiré la collecte d'éléments du folklores par des figures comme les frères Grimm. La vision selon laquelle les contes de fées, s'ils n'étaient pas souillés par des sources littéraires extérieures, seraient restés intacts pendant des centaines d'années n'est pas une vision appartenant exclusivement au nationalisme romantique, mais correspondait à l'idée que ces contes exprimaient la nature primordiale d'un peuple. Par exemple, les frères Grimm furent critiqués parce que leur première édition n'était pas assez allemande, et ils tinrent compte de cette remarque. Ils écartèrent beaucoup de leurs contes collectés, pour leur similarité avec ceux de Perrault, ce qui, selon eux, prouvait leur caractère non authentiquement germanique. « La Belle au bois dormant » demeura dans leur recueil grâce au mythe de Brunehilde qui les convainquit de son caractère profondément allemand. Ils ont aussi altéré le langage utilisé, changeant chaque mot « Fee » (la fée) par l'enchanteresse, chaque prince par fils de roi, chaque princesse par fille de roi. L'œuvre des frères Grimm influença d'autres recueils, à la fois les incitant à recueillir des contes et les conduisant à la croyance similaire que les contes de fées d'une région lui sont particulièrement représentatifs, oubliant du même fait le poids des échanges culturels. Parmi ces personnalités partageant cette croyance on trouve le Russe Alexandre Afanassiev, les Norvégiens Peter Christen Asbjørnsen et Jørgen Moe et l'Anglais Joseph Jacobs. (Les études ultérieures sur le folklore n'ont pas confirmé cette croyance dans la préservation des contes nationaux depuis des temps immémoriaux.)

### Les épopées nationales

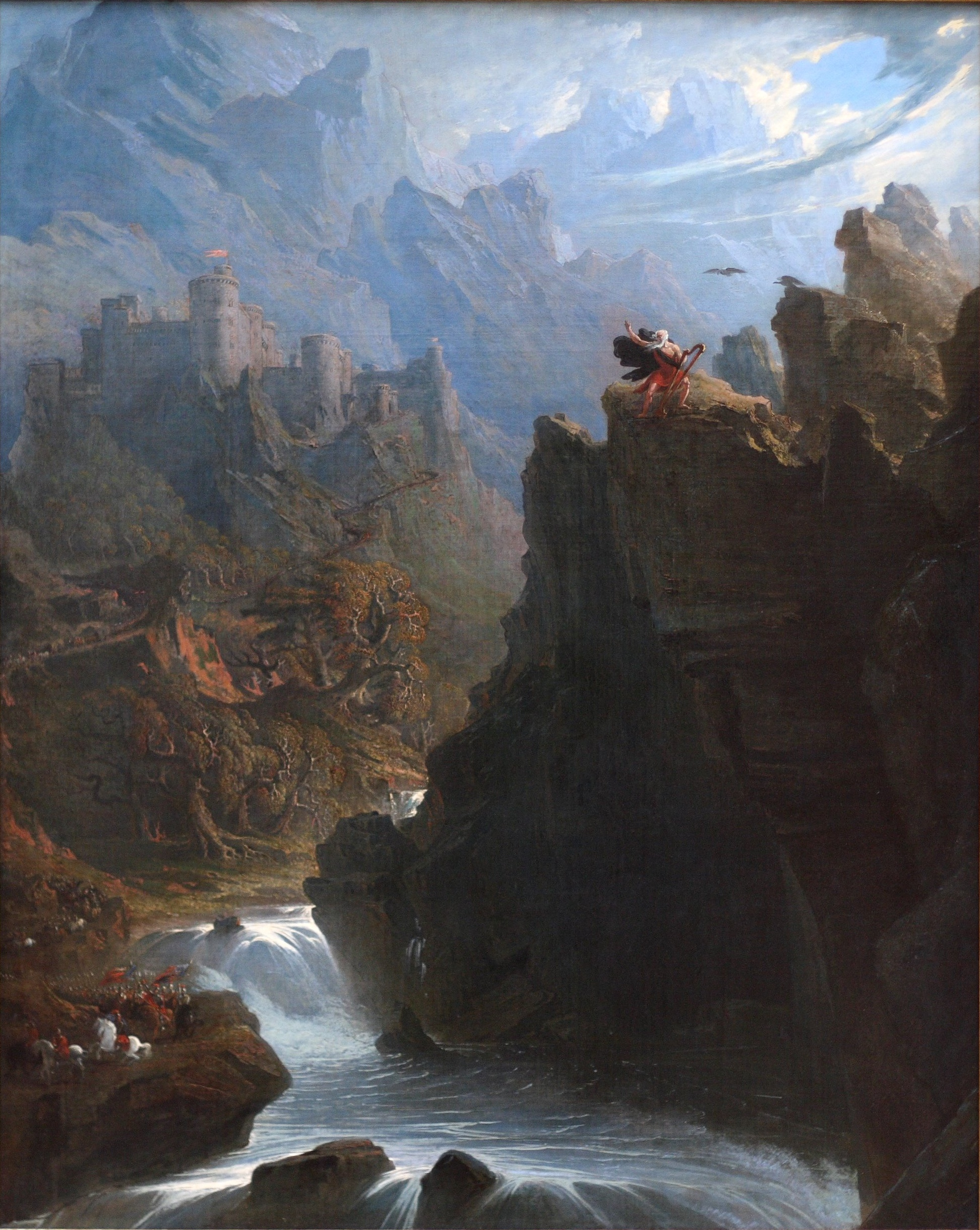
« Le barde » par John Martin : une vision romantique du seul barde gallois rescapé d'un massacre organisé par Édouard Ier d'Angleterre dans le but d'anéantir la culture galloise

Le concept d'« épopée nationale », c'est-à-dire une œuvre légendaire profondément mythifiée de poésies d'une importance déterminante pour certaines nations, est un autre manifestation du nationalisme romantique. La découverte (ou plutôt la redécouverte) de Beowulf sur un seul manuscrit, d'abord retranscrit en 1818, vint de l'impulsion du nationalisme romantique, après que le manuscrit est resté une curiosité ignorée des recueils scolaires pendant deux siècles. Beowulf tomba à pic pour procurer au peuple anglais son « épopée nationale » qui lui faisait défaut, juste quand le besoin se faisait ressentir : le fait que Beowulf était un Goth de Suède fut facilement occulté dans les esprits. La falsification littéraire pseudo-gaélique d'Ossian a échoué en définitive à remplir le besoin de la première génération de romantiques.
La chanson de Roland qui n'était plus lue ni jouée s'évanouissait doucement des mémoires quand l'antiquaire Francisque Michel transcrit une vieille copie dans la bibliothèque bodléienne et l'édita en 1837. Ce fut le moment adéquat : l'intérêt des Français envers leur épopée nationale était en plein renouveau sous l'influence de la génération de romantiques. En Grèce, « l'Iliade » et « l'Odyssée » prirent une nouvelle dimension avec la guerre d'indépendance grecque.
Beaucoup d'autres « épopées nationales », des poèmes épiques considérés comme reflétant l'esprit d'une nation, furent créées ou réactivées sous l'influence du nationalisme romantique : à l'intérieur de l'empire russe en particulier, les minorités nationales ont cherché à affirmer leur propre identité face à l'entreprise de russification de la nouvelle poésie nationale — soit par des pièces d'un seul tenant, soit par assemblage de poésie folklorique, soit encore par résurrection de plus anciennes poésies narratives. On trouve par exemple les poésies estoniennes comme Kalevipoeg, finlandaises comme le Kalevala, polonaises comme Pan Tadeusz, lettonnes comme Lāčplēsis et arméniennes comme Sasuntzi Davit par Hovhannès Toumanian.
La poésie épique du hongrois János Arany illustre le passé légendaire de sa nation. « La mort du roi Buda » (1864), la première partie du projet d'une trilogie sur les Huns est peut-être un des meilleurs poèmes narratifs de la littérature hongroise. Les autres parties de la trilogie (« Ildiko » et « Le prince Csaba ») sont inachevées.
D'autres exemples d'œuvres épiques ont été reconnues par la suite en tant qu'« épopée nationale » : Popol Vuh (Maya), le Mahabharata (Inde) et le Voyage en Occident (Chine).

## Des prétentions de primauté et de supériorité
À la même époque, les nationalités linguistiques et culturelles, mâtinées du concept pré-génétique de race, furent employées pour deux revendications rhétoriques systématiquement associées au nationalisme romantique aujourd'hui : les revendications de primauté et les prétentions de supériorité. La primauté est l'Urrecht, le droit originel, d'une population culturellement et racialement définie sur un territoire donné, une « mère patrie » (une expression qui résonne fortement en chacun à l'époque). Les polémiques sur la supériorité raciale s'entremêlèrent inexorablement à la question du nationalisme romantique. Richard Wagner a notoirement déclaré que ceux qui étaient ethniquement différents ne pouvaient pas comprendre les significations artistiques et culturelles inhérentes à une culture nationale. Identifiant la juidaïté aussi en tant que style musical, il a attaqué spécifiquement les Juifs comme refusant de s'assimiler à la culture allemande, et cela tout en étant incapable d'appréhender vraiment les mystères de sa musique et de son langage. Parfois des « épopées nationales » comme le sont les Niebelungenlied ont eu un effet galvanisant sur la politique sociale.

### Arts

Église du Saint-Sauveur-sur-le-Sang-Versé à Saint-Pétersbourg, 1883-1907

Après les années 1870, le « romantisme national », comme il est plus généralement appelé devient un mouvement artistique répandu. Le nationalisme musical romantique est illustré par l'œuvre de Bedřich Smetana, surtout dans le poème symphonique « Má Vlast ». En Scandinavie et dans les régions slaves d'Europe particulièrement, le romantisme national a fourni une série de réponses aux recherches stylistiques du XIXe siècle qui ne seraient pas seulement historicistes, mais culturellement significatives et évocatrices. Quant à Saint-Pétersbourg une église fut construite à l'emplacement où le tsar Alexandre II a été assassiné, la cathédrale Saint-Sauveur-sur-le-Sang-Versé, le style utilisé fut naturellement à la manière évoquant la tradition russe (voir illustration ci-contre). En Finlande, le recueil des épopées nationales, le Kalevala, a inspiré peintures et fresques dans un style romantique national qui s'est substitué ici aux styles Art nouveau plus internationaux. La tête de pont de ce mouvement en Finlande fut Akseli Gallen-Kallela (voir illustration ci-dessous).

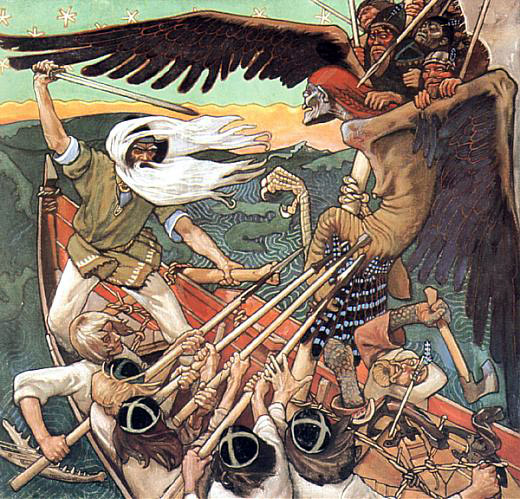
La défense du Sampo d'Akseli Gallen-Kallela

Au tournant du siècle, l'auto-détermination ethnique est devenue une hypothèse perçue comme étant progressive et libérale. Il existait des mouvements d'inspiration nationaliste romantique en Finlande, dans le royaume de Bavière cherchant à sortir de l'unité allemande, et les nationalismes tchèque et serbe continuèrent à troubler les politiques impériales. La floraison des arts qui tirent leurs inspirations des épopées et des chants nationaux se poursuivirent avec la même vigueur. Le mouvement sioniste a revivifié l'hébreu et commença l'immigration vers la terre d'Israël, et les langues galloise et irlandaise ont aussi entamé des renouveaux poétiques.

### Les développements politiques auXXesiècle
Lors des deux premières décennies du XXe siècle, le nationalisme romantique en tant qu'idée devait avoir une influence cruciale sur les événements politiques. Les croyances parmi des puissances européennes étaient que les États-nations rassemblés autour du langage, de la culture et de l'ethnie étaient « naturels » d'un certain point de vue. C'est pour cette raison que, dans le sillage de la Grande Guerre, le président Woodrow Wilson militera en faveur de la création d'États auto-déterminés. Cependant, les idées fortes du nationalisme romantique seront appliquées à la lettre mais sans en respecter l'esprit. Dans le redécoupage des frontières européennes, la Yougoslavie fut intentionnellement créée[Par qui ?] comme un État coalisé à partir des peuples slaves méridionaux en concurrence, et le plus souvent hostiles l'un à l'autre. Parallèlement des mandats de la Société des Nations furent souvent donnés, non pour unifier les groupes ethniques, mais pour les diviser. Pour prendre un exemple, la nation aujourd'hui connue sous le nom d'Irak a intentionnellement soudé trois vilâyets ottomans, unifiant des kurdes au nord, des arabes sunnites au centre et des arabes chiites au sud, essayant de créer un État tampon suffisamment fort entre la Turquie et la Perse : fut placé à la tête de cet État un roi étranger de la dynastie des Hachémites, mais natif de Hedjaz.

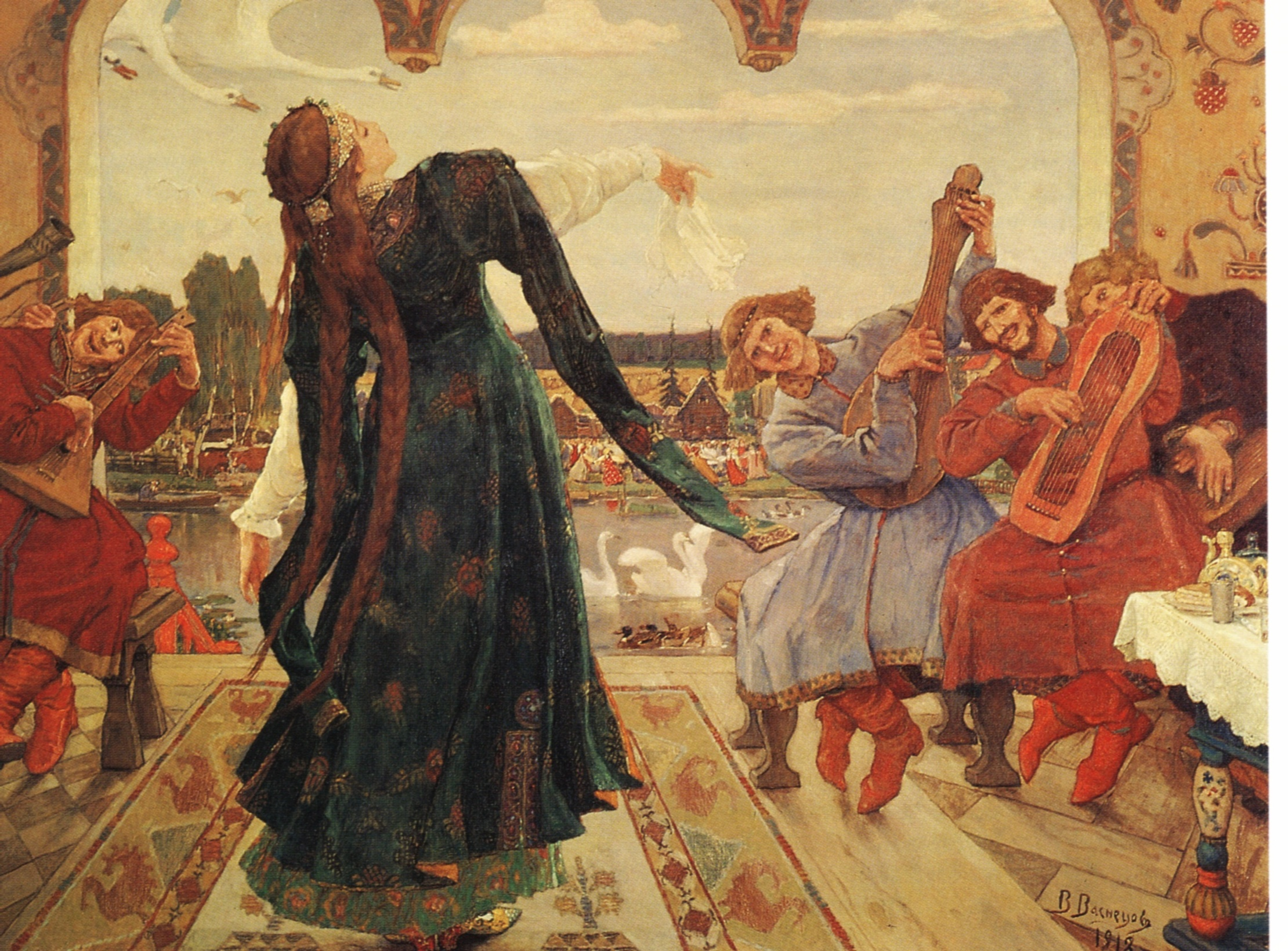
Frog Tsarevna, par Viktor Vasnetsov, 1918.

Après la Première Guerre mondiale, une version plus sombre du nationalisme romantique prit racine en Allemagne, qui d'une certaine manière a pris comme modèle l'impérialisme britannique et le Fardeau de l'homme blanc. L'idée était que les Allemands devaient par nature diriger les peuples plus faibles. Le nationalisme romantique qui avait commencé comme une révolte contre les rois et les suzerains « étrangers », a bouclé la boucle en servant de prétexte pour une « Grande Allemagne » qui aurait contrôlé l'Europe.
Parce que le nationalisme romantique a connu une large palette d'expression, on le considère aussi bien comme un facteur de l'éclosion des États indépendants en Europe, que responsable de la montée au pouvoir des nazis en Allemagne. En tant qu'idée, si ce n'est en tant que mouvement spécifique, il est présent comme présupposé dans des débats sur la nationalité et l'identité nationale encore aujourd'hui, et beaucoup des nations du monde furent créées à partir des principes dessinés par le nationalisme romantique comme étant leur source de légitimité.
Le nationalisme romantique moderne aux États-Unis, caractérisé par le mythe de la Frontière, c'est-à-dire l'affirmation d'une domination naturelle sur les Amériques du nord et du sud (la doctrine Monroe), et la croyance que la démocratie à l'américaine devrait prévaloir sur les autres cultures (par exemple le projet pour le Nouveau Siècle Américain), a grandement influencé la politique étrangère américaine et influence aujourd'hui encore les conflits planétaires et les alignements religieux, ethniques et nationalistes.